# NGC 2386
NGC 2386 је двојна звезда у сазвежђу Близанци која се налази на NGC листи објеката дубоког неба.
Деклинација објекта је + 33° 46' 35" а ректасцензија 7h 28m 38,1s. Привидна величина (магнитуда) објекта NGC 2386 износи 14,3.